# Amri
Amri was van 3600 tot 3300 v.Chr. een versterkte stad.
De plaats ligt ten zuiden van Mohenjodaro aan de weg van Hyderabad naar Dadu, ongeveer 110 kilometer ten noorden van Hyderabad in de provincie Sind van Pakistan. Het ligt dicht bij de uitlopers van het Kirthargebergte en was een belangrijk oud stedelijk centrum in het lagergelegen deel van de Sindh. Amri ligt dicht bij Beloetsjistan, waar de ontwikkeling van eerdere agrarische gemeenschappen tussen 6000 en 4000 v.Chr. uiteindelijk tot verstedelijking had geleid. Amri kwam later dan Rehman Dheri.
De oude heuvels van 8 hectare aan de westoever van de Indus zijn intensief onderzocht. Het hier ontdekte aardewerk was heel karakteristiek en staat bekend als Amri-aardewerk. Net als bij andere steden die voorafgingen aan de Harappacultuur zijn er geen geschriften ontdekt. Er zijn aanwijzingen dat er ca. 2500 v.Chr. een grote brand heeft gewoed.